# ドック・リバース
ドック・リバース（Doc Rivers）ことグレン・アントン・リバース（Glenn Anton Rivers,1961年10月13日 - ）は、アメリカ合衆国イリノイ州シカゴ出身の元プロバスケットボール選手であり、現在は指導者。NBAのミルウォーキー・バックスでヘッドコーチを務めている。
「ドック」は愛称であり、現役時代に「ドクターJ」ことジュリアス・アービングのTシャツを着てプレーしていたことに由来する。息子のオースティン・リバースもNBA選手。

## 経歴

### プレーヤー
1982年、バスケットボール世界選手権のアメリカ代表として出場して大会、マーケット大学を卒業し、1983年のNBAドラフトでアトランタ・ホークスから2巡目31位で指名されてNBA入り。ルーキーシーズンから先発を任され、その後の7年間、怪我による離脱を除いてアトランタの先発ポイントガードの座を守り抜いた。リバースとドミニク・ウィルキンスのコンビは上手く機能してチームは好調を維持し、1986-87シーズンにはリバース個人としても平均12.4得点10.0アシストの好成績を残した。この1986-87シーズンにアトランタ・ホークスで記録した823アシストは、2024-25シーズンにトレイ・ヤングに抜かれるまで、フランチャイズ記録であった。その後、ロサンゼルス・クリッパーズ、ニューヨーク・ニックス、サンアントニオ・スパーズなどを転々とし、現役を引退した。

### ヘッドコーチ

#### オーランド・マジック
1999年、リバースの監督としてのキャリアはオーランド・マジックで始まった。最初の年の好成績を受けて2000年のNBA最優秀コーチ賞を受賞する。その後3シーズンをオーランドのヘッドコーチとして過ごしたが、2003年、シーズン序盤の19連敗のうち10連敗の責任を取る形で解任された。

#### ボストン・セルティックス
NBAのコメンテーターを務めた後、2004年からボストン・セルティックスにヘッドコーチとして招聘された。2007-08シーズン、セルティックスはエースのポール・ピアースにケビン・ガーネット、レイ・アレンを加えて強力なビッグスリーを結成し、チームは大躍進を遂げる。シーズンを終わってみれば66勝16敗の好成績で勝率.805はチーム歴代最高勝率となり、ファイナルでは宿敵ロサンゼルス・レイカーズを下し、リバースは選手時代も含めて初めてNBAチャンピオンとなった。また、黒人ヘッドコーチとしては、同じくセルティックスを率いていたK・C・ジョーンズ以来22年ぶりの優勝コーチとなった。2009-10シーズンにもチームをNBAファイナルまで導いたが、3勝4敗でレイカーズに敗れて優勝を逃した。

#### ロサンゼルス・クリッパーズ
2013年、ドラフト指名権とのトレードでロサンゼルス・クリッパーズのヘッドコーチに転身、ヘッドコーチ、球団副社長に就任した。レギュラーシーズンを57勝のフランチャイズ記録で乗り切り、第3シードでプレーオフに進み、1stラウンドを4勝3敗でゴールデンステート・ウォリアーズを倒し、オクラホマシティ・サンダーとのカンファレンスセミファイナルへと駒を進めた。第5戦で逆転負けを決定づける判定に関わり、審判を批判するコメントを発表し、リーグから25000ドルの制裁金を課され、チームは第6戦で力尽きた。
2015年1月15日、リバースは副社長として戦力補強に乗り出し、フェニックス・サンズ、ボストン・セルティックスを相手に三角トレードを敢行。ニューオーリンズ・ペリカンズからセルティックスに放出されていた実の息子オースティン・リバースを獲得し、周囲を驚かせた。因みにNBA初の親子鷹になる。

#### ミルウォーキー・バックス
2024年1月24日、ミルウォーキー・バックスと2027年までの契約でペットコーチに就任したことが発表された。2024-25シーズンのNBAカップではオクラホマシティ・サンダーを破って優勝、2007-08シーズン以来のタイトルを獲得した。

## 脚註
1. ↑  “ホークスのトレイ・ヤングが1シーズンのアシスト数でフランチャイズ新記録を樹立”. バスケットボールキング (2025年4月8日). 2025年4月9日閲覧。
2. ↑  Ring it up Celtics crush Lakers for 17th title--Boston.com
3. ↑  “Doc Rivers playoff record: Detailing long-time NBA coach's history, struggles in the postseason” (英語). SPORTING NEWS (2025年4月3日). 2025年5月1日閲覧。
4. ↑  Rivers head coach to L.A.-- NBA.com/Clippers
5. ↑  “バックスが2026－27シーズンまでドック・リバースHCと契約…総額は約59億円前後か”.   バスケットボールキング (2024年1月26日). 2024年2月22日閲覧。